# Nicolas Dickner
Nicolas Dickner, né le 21 novembre 1972 à Rivière-du-Loup, est un nouvelliste, traducteur et romancier québécois. Il est l'auteur de Nikolski, qui remporte le Prix Anne-Hébert, le Prix des collégiens, le Prix des libraires et le Prix printemps des lecteurs de Bordeaux.

## Biographie

### Études et carrière
Né le 21 novembre 1972 à Rivière-du-Loup, Nicolas Dickner découvre très tôt qu'il a une passion pour l'écriture. Durant ses cours à l'école secondaire, il commence à rédiger pamphlets et des contes pour enfants dans un carnet,. Il étudie ensuite les arts plastiques et la littérature au Cégep de Rivière-du-Loup, où il « fini[t] deuxième au marathon d’écriture André-Laurendeau et remport[e] le troisième prix au concours littéraire intercollégial Critère ». Il poursuit ses études en création littéraire à l’Université Laval, à Québec. Parallèlement, il voyage en Amérique latine et en Europe et vit au Pérou et en Allemagne avant de s’installer à Montréal. En 1997, il obtient une maîtrise en littérature québécoise à l’Université Laval,.
En plus d'occuper le poste de documentaliste au Centre de recherches en littérature québécoise de l'Université Laval, Dickner est webmestre pour divers organismes artistiques dont l'Union des écrivaines et des écrivains québécois, dont il est également membre. De plus, il travaille comme bibliothécaire à l'Université du Québec à Montréal.

### Écriture
En 2000, il fait paraître un premier recueil de nouvelles, L’Encyclopédie du petit cercle à L'Instant même, en 2000, pour lequel il reçoit le Prix Jovette-Bernier ainsi que le Prix Adrienne Choquette,. Il reçoit ensuite une bourse du Conseil des arts et des lettres du Québec pour réaliser une résidence d'écriture en Allemagne.
Il publie également Nikolski (Alto, 2005) qui remporte avec le Prix Anne-Hébert, le Prix des collégiens, le Prix des Libraires ainsi que le Prix printemps des lecteurs à Bordeaux,. L'œuvre est traduite en huit langues.
Nicolas Dickner poursuit son cheminement littéraire avec la publication de Tarmac (Alto, 2009) ainsi que Six degrés de liberté (Alto, 2015, Éditions du Seuil, 2018) qui obtient le Prix littéraire du Gouverneur général en 2015,,,,. Ses romans présentent des personnages à la personnalité obsessive. Dans Six degrés de liberté, le protagoniste est, d'ailleurs, obsédé par les conteneurs et le transport maritime.
Il traduit également plusieurs titres dont Minuscule de Andrew Kaufman (Alto, 2012) ainsi que Les Weird, de Andrew Kaufman (Alto, 2014),.
En plus de son travail d'écriture, il participe à plusieurs événements littéraires tant au Québec qu'en Europe. Il est aussi critique littéraire pour la revue Voir,.

## Œuvres

### Romans
- Nikolski, Québec, Alto, 2005, 325 p.  (ISBN 2-89518-200-0 et 9782895182009)
- Tarmac, Québec, Alto, 2009, 271 p.  (ISBN 9782923550237)
- Six degrés de liberté, Québec, Alto, Paris, Éditions du Seuil, 2015, 2018, 309 p.  (ISBN 9782757870693 et 2-89502-137-6)

### Nouvelles
- L'encyclopédie du petit cercle, Québec, L'Instant même, 2000, 2006, 107 p.  (ISBN 2-89502-137-6)
- Le romancier portatif : 52 chroniques à emporter, Québec, Alto, 2011, 215 p.  (ISBN 978-2-923550-85-5)

### Littérature jeunesse
- Boulevard Banquise : un conte de Nicolas Dickner, inspiré d'œuvres de la Collection d'art inuit Brousseau, Québec, Musée national des beaux-arts du Québec, 2006, 47 p.  (ISBN 2-551-22928-6)
- DaNse contact, TV satellite, cuisiNE familial, Québec, Alto, 2010, 24 p.  (ISBN 978-2-923550-36-7)

### Traductions
- Minuscule, de Andrew Kaufman, traduit de l'anglais par Nicolas Dickner, Québec, Alto, 2012, 122 p.  (ISBN 9782896940677)
- Les Weird, de Andrew Kaufman, traduit de l'anglais par Nicolas Dickner, Québec, Alto, 2014, 361 p.  (ISBN 9782896941667)

### Ouvrages collectifs
- Révolutions, en collaboration avec Dominique Fortier, Québec, Éditions Alto, 2014, 424 p.  (ISBN 9782896941957)

## Réception critique
Jan Dominique, Perrine Leblanc et Claude Le Bouthillier, membres du jury du Prix littéraire du Gouverneur général de 2015, mentionnent, à propos du livre gagnant : 

« Roman foisonnant et habilement construit, Six degrés de liberté est écrit avec rigueur et tendresse. Nicolas Dickner, au courant des avancées technologiques, dépeint avec intelligence et humour les ravages de la mondialisation et du capitalisme sauvage, en mettant notamment en scène des personnages qui repoussent toutes les frontières. »

Son œuvre a par ailleurs fait l’objet d’études universitaires.

## Prix et honneurs
- 2001 : lauréat du Prix littéraire Adrienne-Choquette pour L'encyclopédie du petit cercle[1]
- 2001 : lauréat du Prix Jovette-Bernier pour L'encyclopédie du petit cercle[20]
- 2006 : lauréat du Prix Anne-Hébert pour Nikolski[20]
- 2006 : lauréat du Prix littéraire des collégiens pour Nikolski[8]
- 2006 : lauréat du Prix des libraires du Québec pour Nikolski[1]
- 2006 : finaliste au Grand prix littéraire Archambault pour Nikolski[21]
- 2006 : finaliste au Prix littéraire du gouverneur général pour Nikolski[22]
- 2010 : lauréat du Canada Reads (pour Nikolski)[23]
- 2015 : finaliste au Prix Marcel-Couture pour Révolutions[24]
- 2015 : lauréat du Prix du gouverneur général, catégorie nouvelles et romans, pour Six degrés de liberté[25],[26]
- 2016: finaliste au Prix littéraire des collégiens pour Six degrés de liberté[27]